# Navadni kamenjak
Navadni kamenjak (znanstveno ime Sympetrum vulgatum) je vrsta raznokrilih kačjih pastirjev iz družine ploščcev, razširjena v pasu od Zahodne Evrope do Sahalina na skrajnem vzhodu azijskega dela Rusije, občasno pa jih opazijo tudi na Japonskem.
Odrasli imajo rdečkasto-rumeno obarvanost oprsja in zadka, v dolžino dosežejo 35 do 40 mm. Po telesni zgradbi in obarvanosti je navadni kamenjak zelo podoben progastemu kamenjaku od katerega ga najzanesljiveje ločimo po »brkih« – črnih progah ob očeh pod tipalnicami in odsotnosti rumenih lis ob strani oprsja.
Vrsta uspeva v dobro osončenih stoječih vodnih telesih. V Zahodni in Srednji Evropi je zelo pogosta, južneje pa je prisotna le na višjih nadmorskih višinah. V velikem delu območja razširjenosti se pojavlja skupaj s progastim kamenjakom, ki pa je pogostejši južneje. Ozemlje Slovenije je že toliko južno, da progasti kamenjak prevladuje, kljub temu pa navadni kamenjak ni redek. Višek aktivnosti odraslih je avgusta.